# Бюрна, Эмиль
Эмиль Бюрна (фр. Émile Burnat; (21 октября 1828, Вёве, кантон Во — 31 августа 1920) — швейцарский ботаник.
Он начал собирать гербарий еще в подростковом возрасте, позже работал в «Conservatoire et Jardin botaniques» Женева. Эмиль Бюрна исследовал флоры Приморских Альп. Его впечатляющий цветок теперь хранится в ботанический сад в Женеве.[прояснить]
В честь Бюрна назван род Burnatia и сорт вида камнеломка «Saxifraga × burnatii»[прояснить].

## Публикации
- «Flore des Alpes maritimes ou Catalogue raisonné des plantes qui croissent spontanément dans la chaîne des Alpes maritimes, etc.»; (7 volumes 1892—1931, with John Isaac Briquet and François Cavillier).
- «Catalogue raisonné des Hieracium des Alpes Maritimes»; (1883, with August Gremli).